# Seznam vlajek republik Sovětského svazu

Vlajka Sovětského svazu

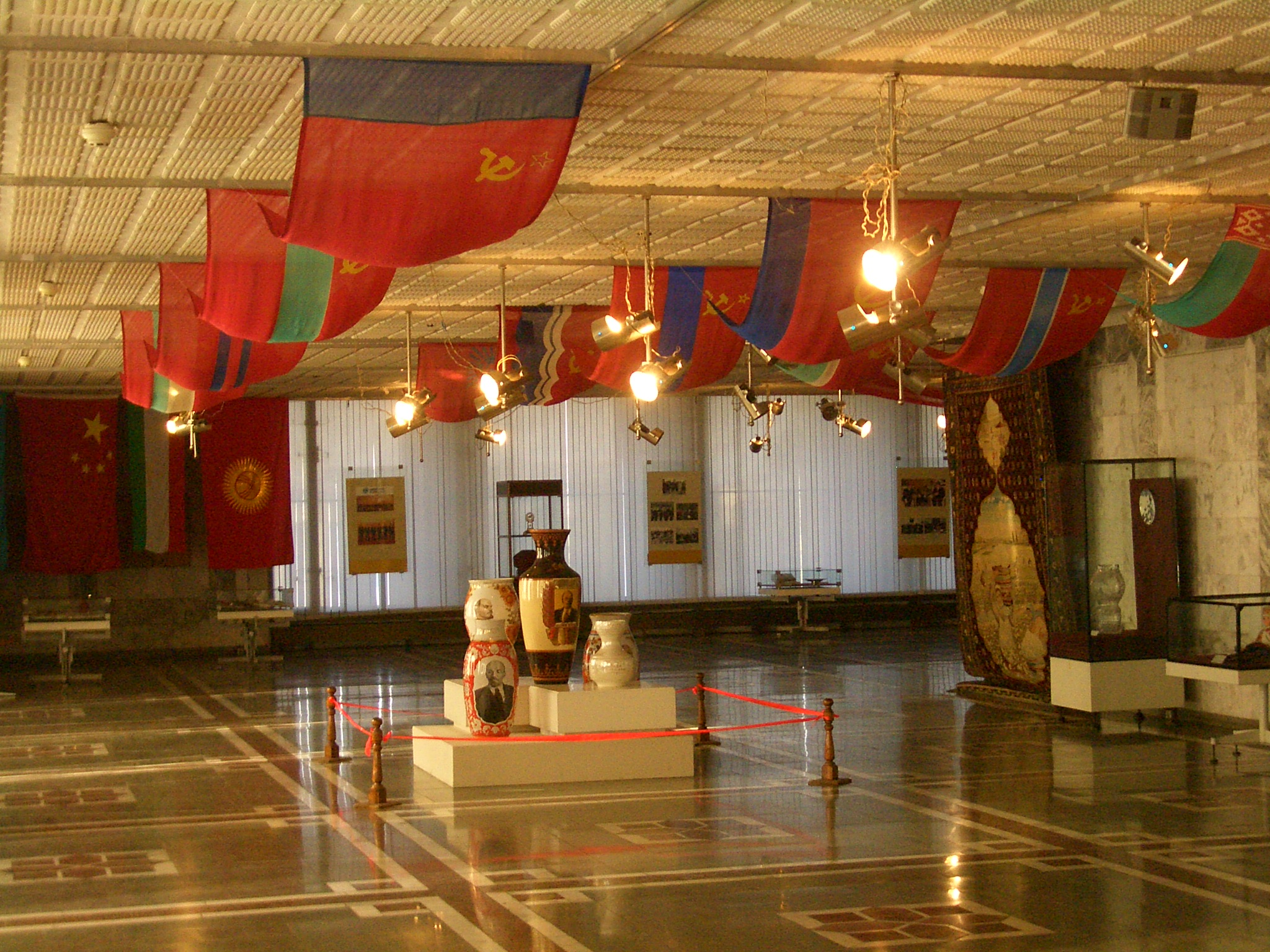
Vlajky svazových republik v muzeu v Biškeku

Vlajky svazových republik Sovětského svazu byly rozpracované verze státní vlajky Sovětského svazu. Všechny měly červený list, doplněný o pruhy nebo vlny s jinými barvami, v jehož horním rohu byl zkřížený zlatý srp a kladivo, nad nimi byla zlatě lemovaná pěticípá hvězda (stejné symboly jako na státním znaku). Červená barva symbolizuje proletářskou revoluci, srp a kladivo svazek dělníků a rolníků v nezávislém státě pod vedením komunistické strany, pěticípá hvězda je znamením jednoty a mezinárodní solidarity pracujících všech pěti kontinentů.

## Seznam vlajek
Vlajky svazových republik Sovětského svazu platné v roce 1990:
| Vlajka | Republika / Článek o vlajce | Období platnosti  | Nástupnický stát | Současná vlajka | Článek o současné vlajce (+historie) |
| ------ | --------------------------- | ----------------- | ---------------- | --------------- | ------------------------------------ |
|        | Arménská SSR                | 1952–1990         | Arménie          |                 | Arménská vlajka                      |
|        | Ázerbájdžánská SSR          | 1952–1991         | Ázerbájdžán      |                 | Ázerbájdžánská vlajka                |
|        | Běloruská SSR               | 1951–1991         | Bělorusko        |                 | Běloruská vlajka                     |
|        | Estonská SSR                | 1953–1990 (1988)1 | Estonsko         |                 | Estonská vlajka                      |
|        | Gruzínská SSR               | 1951–1990         | Gruzie           |                 | Gruzínská vlajka                     |
|        | Kazašská SSR                | 1953–1992         | Kazachstán       |                 | Kazašská vlajka                      |
|        | Kyrgyzská SSR               | 1952–1992         | Kyrgyzstán       |                 | Vlajka Kyrgyzstánu                   |
|        | Litevská SSR                | 1953–1990         | Litva            |                 | Litevská vlajka                      |
|        | Lotyšská SSR                | 1953–1990 (1988)2 | Lotyšsko         |                 | Lotyšská vlajka                      |
|        | Moldavská SSR Vlajka MSSR   | 1952–1990         | Moldavsko        |                 | Moldavská vlajka                     |
|        | Ruská SFSR Vlajka RSFSR     | 1954–1991         | Rusko            |                 | Ruská vlajka                         |
|        | Tádžická SSR                | 1953–1992         | Tádžikistán      |                 | Vlajka Tádžikistánu                  |
|        | Turkmenská SSR              | 1953–1992         | Turkmenistán     |                 | Vlajka Turkmenistánu                 |
|        | Ukrajinská SSR              | 1941–1992         | Ukrajina         |                 | Ukrajinská vlajka                    |
|        | Uzbecká SSR                 | 1952–1991         | Uzbekistán       |                 | Vlajka Uzbekistánu                   |

1: Užívání současné vlajky Estonska bylo povoleno dne 23. června 1988, a to dvacet měsíců před vyhlášením srchovanosti země.

2: Současná vlajka Lotyšska byla dne 7. října 1988 úznáná Nejvyšším sovětem Lotyšské SSR za národní symbol, a to ještě před vyhlášením svrchovanosti Lotyšska na SSSR.

### Vlajky dříve zaniklých republik
| Vlajka | Republika         | Období platnosti | Nástupnický stát                              | Vlajka | Současný stát              | Vlajka |
| ------ | ----------------- | ---------------- | --------------------------------------------- | ------ | -------------------------- | ------ |
|        | Karelo-finská SSR | 1953–1956        | Karelská ASSR                                 |        | Republika Karélie          |        |
|        | Zakavkazská SFSR  | 1930–1936        | Arménská SSR Ázerbájdžánská SSR Gruzínská SSR |        | Arménie Ázerbájdžán Gruzie |        |